# Nam Nha

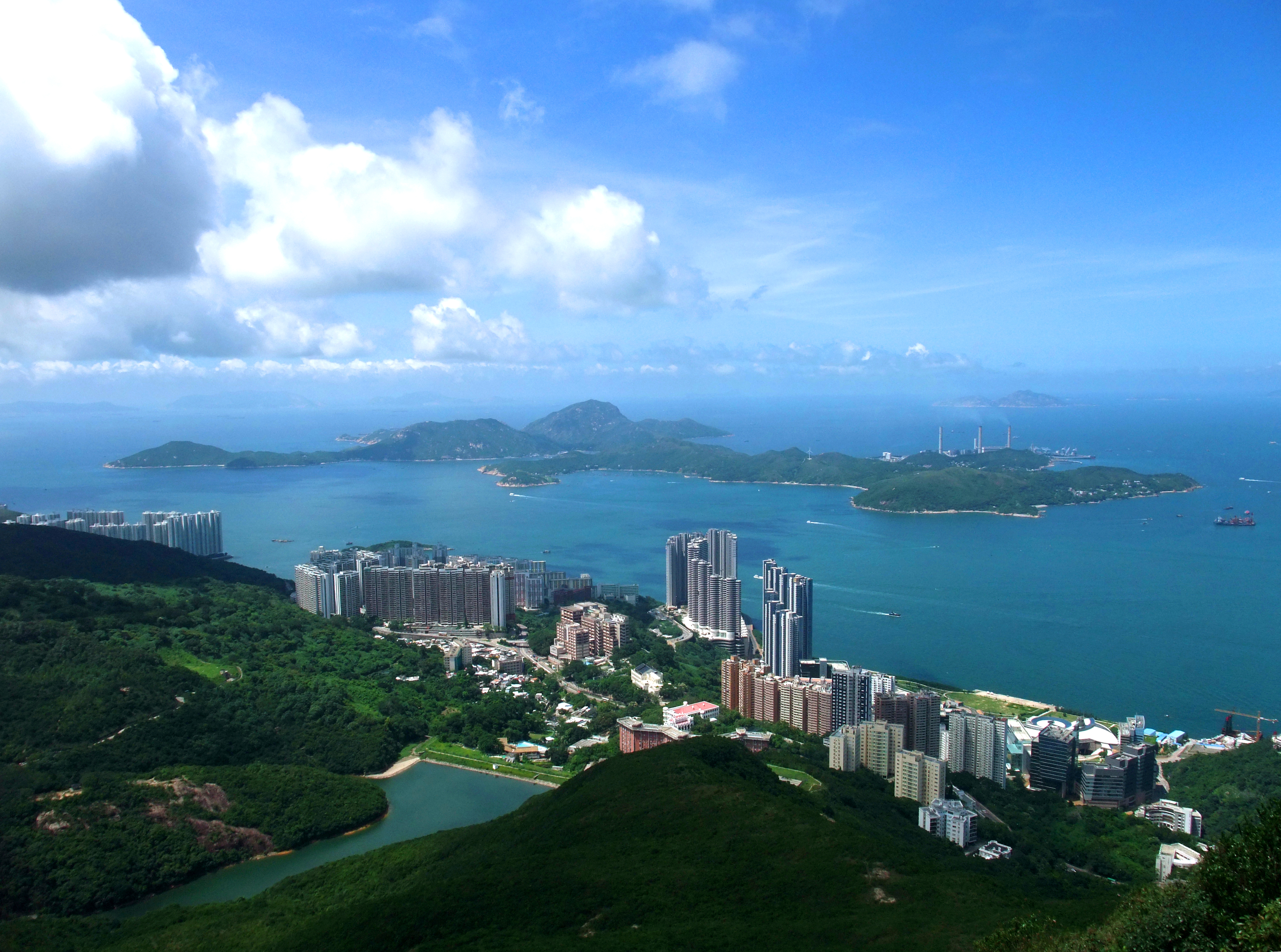
Nhìn ra đảo Nam Nha và khu Bạc Phù Lâm từ Tây Cao Sơn

Đảo Nam Nha (tiếng Trung: 南丫島, tiếng Anh: Lamma Island), cũng gọi là Bác Liêu Châu (tiếng Trung: 博寮洲) hoặc đơn giản là Bác Liêu (tiếng Trung: 博寮), là hòn đảo lớn thứ ba tại Hồng Kông. Về mặt hành chính, đảo Nam Nha là một phần của quận Ly Đảo.

## Tên gọi
Tên gọi "Nam Nha" của đảo là do nó có hình dạng trông giống như chạc cây, Hán tự của từ Nha là "丫" (có hình dạng giống chữ cái Latinh Y). Tên gốc của đảo là Bác Liêu. Thực ra, hình dạng đảo trông như hai chữ Y theo hướng ngược nhau. Bắc Nha (北丫) ở phía bắc và Nam Nha (南丫) ở phía nam. Khi người Anh lần đầu tiên đến đảo, họ sử dụng cách phát âm thông tục là "Nam Ah". Tên tiếng Hán của hai eo biển cạnh đảo vẫn là eo biển Đông Bác Liêu (東博寮海峽) và eo biển Tây Bác Liêu (西博寮海峽) thay vì dùng tên Nam Nha. Một từ nguyên dân gian thì nói rằng tên gọi có nguồn gốc từ một tu viện Lạt-ma giáo trên đảo.

## Địa lý
Đảo Nam Nha nằm ở phía tây nam của đảo Hồng Kông. Đảo có diện tích 13,55 km² và dài 7 kilômét (4,3 mi). Thôn ở phía bắc đảo gọi là Dung Thụ Loan (vịnh cây đa) và thôn ở phía đông đảo gọi là Sách Cổ Loan. Không nhiều người sinh sống ở phần phía nam của đảo Nam Nha. Nếu muốn tiếp cận phần lớn vùng phía nam của đảo thì cần phải đi bộ đường dài hoặc đi thuyền tư. Thâm Loan là một địa điểm sinh sản quan trọng của rùa biển.
Sơn Địa Đường là núi cao nhất trên đảo Nam Nha (353 mét trên mực nước biển), nằm giữa Sách Cổ Loan và Thâm Loan. Ngọn núi này có các khối đá có hình thù kỳ lạ, song việc tiếp cận chúng khá khó khăn.

## Nhân khẩu
Nam Nha có khoảng 6.000 cư dân, hầu hết họ sống ở vùng phía bắc tương đối bằng phẳng của đảo. Kể từ khi nền kinh tế Hồng Kông cất cánh trong thập niên 1970, nhiều thanh niên trên đảo Nam Nha đã sang bên đảo Hồng Kông mưu sinh. Nam Nha có một lượng đáng kể người phương Tây và những người nước ngoài khác. Hòn đảo nổi danh với lối sống lập dị, và có thái độ sống thoải mái, song Nam Nha đang được đô thị hóa và giá bất động sản ngày một tăng vì sự hấp dẫn của lối sống này.